# 小行星1985
小行星1985（1985 Hopmann）是一颗围绕太阳公转的小行星。1929年1月13日，卡爾·威廉·萊茵姆特在海德堡发现了此天体。
該小行星以德國天文學家約瑟夫·霍普曼命名。
这颗小行星的绝对星等为233.96737等。